# Brytawka
Brytawka (ukr. Бритавка) – wieś na Ukrainie, w obwodzie winnickim, w rejonie hajsyńskim, w hromadzie Czeczelnik. W 2001 liczyła 706 mieszkańców, spośród których 691 wskazało jako ojczysty język ukraiński, 11 rosyjski, 1 mołdawski, a 3 ormiański.